# 霍爾希姆

霍爾希姆商標

霍爾希姆股份有限公司，簡稱霍爾希姆股份，以及霍爾希姆（英語：Holcim Ltd.），1912年設立於當時的瑞士阿爾高州霍德班克村落，以水泥製品起家。現時總部在瑞士拉珀斯維爾-約納。

## 历史
屬於瑞士最大的水泥建築材料以及骨料生產商。1958年於瑞士證券交易所上市。
2014年4月7日，宣布與世界最大的水泥生產商拉法基合併，形成拉法基霍爾希姆。

## 收購華新水泥事件
1999年，霍爾希姆和華新水泥成為合作伙伴關係，其後在2006年春天，霍爾希姆透過旗下公司Holchin B.V.，定向增发華新水泥16000万股A股和8576.13万股B股，持有華新水泥26.11%股權，成為主要大股東之一。

## 連結
- holcim.com （页面存档备份，存于）
- Holcim Foundation （页面存档备份，存于）